# Festival Timitar d'Agadir
Le Festival Timitar d'Agadir est un festival de musique marocain ayant lieu en juillet à Agadir depuis 2004.

## Présentation

### Genèse
Timitar a été initié par le conseil régional de Souss-Massa-Drâa, notamment son président Aziz Akhennouch, et la wilaya d’Agadir. Il doit son nom, qui signifie « signes » en Tashelhit, au politicien Hassan Aourid. Le festival se veut un espace de rencontre entre les artistes amazighes et les musiques du monde. Brahim El Mazned, son directeur artistique, le décrit comme « un festival à identité amazighe mais […] ouvert sur l'ensemble du Maroc et du monde pour toucher un public plus large ».

### Premières éditions
37 concerts ont lieu durant la première édition du festival, qui se tient sur 5 jours en juillet 2004 devant 500 000 spectateurs. Timitar accueille notamment le pianiste américain de jazz Randy Weston, le chanteur kabyle Idir et le groupe amazighe Izenzaren. En 2005, le festival a lieu sur 8 jours et rassemble 46 groupes. Faudel et Alpha Blondy s'y produisent, ainsi que des artistes marocains tels Oudaden et Nass El Ghiwane. Les concerts sont gratuits et ont lieu sur trois sites en centre-ville : la place Al Amal, qui peut accueillir 50 000 spectateurs, la scène Bijaouane, de 25 000 places, et le théâtre de la Verdure d'Agadir, d'une capacité de 3 000 places. Le festival est géré par l'association Timitar, nouvellement créée afin de professionnaliser son organisation. Elle est dirigée par Abdellah Rhallam, ancien président du Raja de Casablanca. Fatim-Zahra Ammor est nommée directrice du festival,.

### Développement du festival
L'édition 2006 du festival Timitar est ouverte par Jimmy Cliff et clôturée par Cheb Mami. Elle accueille des artistes venus de Cuba, de Colombie, ou encore d'Iran, ainsi que des artistes chaâbi comme Najat Aâtabou et Mohammed Maghni. Des ateliers de formation aux musiques électroniques ou encore au hip-hop sont organisés pour les jeunes talents en collaboration avec l'Institut français d'Agadir.
Des artistes issus de l'immigration amazighe et maghrébine, comme Hassane Idbassaid, le groupe Aza (installé aux États-Unis) et Khalid Izri, sont invités à l'occasion de la 4e édition. Le festival, qui accueille également des artistes internationaux comme Manu Dibango et Gilberto Gil, est devenu l'un des plus importants du pays. Une convention est signée entre l'association Timitar et l'Institut royal de la culture amazighe (IRCAM). Le budget du festival s'élève à 8 millions de dirhams. Le « Timitar off » propose également concerts et colloques.
La 5e édition du festival, qui a lieu en juillet 2008, accueille notamment le chanteur algérien Cheb Khaled et le sénégalais Youssou N'Dour. L'édition 2009 se déroule sur cinq jours et reçoit des musiciens africains, entre autres Mamady Keïta et Sékouba Bambino, des sud-américains, dont le brésilien Carlinhos Brown, des artistes du maghreb, tels Cheb Bilal, ainsi que des artistes marocains, comme Samira Saïd. Un colloque est organisé sur le thème « Le groupe Izenzaren et le développement de la musique amazighe ».
L’édition 2010 du festival Timitar attire 800 000 spectateurs sur quatre jours et accueille 600 artistes, entre autres Ali Campbell, ex-chanteur du groupe britannique UB40, ainsi que Julian Marley, Hindi Zahra ou encore le groupe Izenzaren.
La 14ème édition du festival Timitar s'est déroulée du 5 au 8 juillet 2017.